# فجوة رقمية
الفجوة الرقمية (بالإنجليزية: Digital Divide)، هو مصطلح حديث ظهر في علم الحاسوب وعلوم الاجتماع في بداية الألفية الجديدة. يشير إلى الفجوة بين الذين بمقدورهم استخدام الإنترنت بسبب امتلاكهم المهارة اللازمة والقدرة المادية، وبين الذين لا يستطيعون استخدام الإنترنت. بعض الدراسات تنسب الفجوة الرقمية إلى الفجوة بين مستخدمي وسائل الاتصالات الحديثة وتقنية المعلومات عمومًا وغير المستخدمين لهم.
المصطلح يشير إلى إمكانية الوصول المحدودة إلى الإنترنت لدى الأشخاص الذين لا مأوى لهم، والذين يعيشون في فقر، وكبار السن، وأولئك الذين يعيشون في المجتمعات الريفية؛ في المقابل، يتمتع أفراد الطبقة المتوسطة والطبقة العليا في المناطق الحضرية بإمكانية الوصول بسهولة إلى الإنترنت. هناك انقسام آخر بين المنتجين والمستهلكين لمحتوى الإنترنت،   والذي قد يكون نتيجة للتفاوتات التعليمية. 

## نشأة المصطلح
ظهور المصطلح جاء مع الانتشار الواسع للتجارة الإلكترونية والحكومة الإلكترونية، حيث بدأ جدل واسع بين العلماء حول وضع الأشخاص الذين لا يستطيعون استخدام الإنترنت، وما إذا كانت سوف تفوتهم الكثير من الفوائد والخدمات المقدمة لمستخدمي الإنترنت. ومدى مساهمة الإنترنت في خلق فجوة في المجتمع، سواءًا في الدول المتقدمة أو نظيرتها في العالم الثالث.
تصل نسبة استخدام الإنترنت في الولايات المتحدة وكندا إلى حوالي 70% من السكان، بينما لا يصل الملايين من السكان إلى الإنترنت. من هنا تنبهت دول العالم لحجم الكارثة وسارعت لإقامة القمة العالمية حول مجتمع المعلومات (WSIS) التي عقدت مرحلتها الأولى في جنيف (كانون الأول 2003)، وعقدت المرحلة الثانية في تونس (تشرين الثاني 2005)، وهي الدولة التي دعت لإقامة قمة مجتمع المعلومات في محاولة من الدول العربية للحفاظ على فرصتها لتكون أحد الأقطاب المعلوماتية في مجتمع المعلومات. وطالبت القمة بخلق بيئة مواتية على المستويات الحكومية والخاصة والمدنية لجذب المزيد من الاستثمارات الأجنبية والعربية لإثراء صناعة تكنولوجيا المعلومات والاتصالات في الشرق الأوسط. كما ركزت على المنح التدريبية وتنمية الموارد البشرية باعتبارها حجر الأساس في بناء مجتمع المعلومات.

## خلال جائحة كوفيد-19
في بداية جائحة كوفيد-19 ، أصدرت الحكومات في جميع أنحاء العالم أوامر بالبقاء في المنزل مما أدى إلى فرض إغلاق شامل والحجر الصحي وفرض الكثير من القيود. وقد أدت الانقطاعات الناتجة عن ذلك في مجالات مختلفة مثل التعليم والخدمات العامة والأعمال المجتمعية إلى دفع ما يقرب من نصف سكان العالم إلى البحث عن طرق بديلة للعيش أثناء العزلة.  وشملت هذه الأساليب الطب عن بعد، والفصول الدراسية الافتراضية، والتسوق عبر الإنترنت، والتفاعلات الاجتماعية القائمة على التكنولوجيا، والعمل عن بعد، والتي تتطلب جميعها الوصول إلى الإنترنت عالي السرعة أو النطاق العريض والتقنيات الرقمية. تشير دراسة أجراها مركز بيو للأبحاث إلى أن 90% من الأميركيين يصفون استخدام الإنترنت بأنه "ضروري" أثناء الوباء.  إن الاستخدام المتسارع للتقنيات الرقمية يخلق بيئة حيث تصبح القدرة على الوصول إلى المساحات الرقمية، أو عدم القدرة على ذلك، عاملاً حاسماً في الحياة اليومية. 
وفقًا لمركز بيو للأبحاث ، من المرجح أن يواجه 59% من الأطفال من الأسر ذات الدخل المنخفض عقبات رقمية في إكمال مهامهم المدرسية.  وشملت هذه العقبات استخدام الهاتف المحمول لإكمال الواجبات المنزلية، والاضطرار إلى استخدام شبكة واي فاي العامة بسبب عدم موثوقية خدمة الإنترنت في المنزل، وعدم توفر جهاز كمبيوتر في المنزل. تؤثر هذه الصعوبة، التي يطلق عليها اسم فجوة الواجبات المنزلية، على أكثر من 30% من طلاب المدارس الابتدائية والثانوية الذين يعيشون تحت خط الفقر، وتؤثر تأثيرًا غير متناسب في بعض البلدان على الطلاب الهنود الأمريكيين/سكان ألاسكا الأصليين، والسود، واللاتينيين.  إن هذه الأنواع من الانقطاعات أو فجوات الامتياز في التعليم هي مثال على المشاكل المتمثلة في التهميش المنهجي للأفراد المضطهدين تاريخياً في التعليم الابتدائي. كشف الوباء عن عدم المساواة مما تسبب في حدوث تناقضات في التعلم. 
أُبلغ عن نقص "الاستعداد التكنولوجي"، أي الاستخدام الواثق والمستقل للأجهزة، بين كبار السن في الولايات المتحدة؛ حيث أفاد أكثر من 50% منهم بعدم كفاية معرفتهم بالأجهزة وأفاد أكثر من ثلثهم بعدم الثقة.   وعلاوة على ذلك، ووفقًا لورقة بحثية صادرة عن الأمم المتحدة، يمكن العثور على نتائج مماثلة في مختلف البلدان الآسيوية، حيث أفاد الأشخاص الذين تزيد أعمارهم عن 74 عامًا باستخدام أقل وأكثر ارتباكًا للأجهزة الرقمية.  وقد ظهر هذا الجانب من الفجوة الرقمية وكبار السن أثناء الوباء حيث اعتمد مقدمو الرعاية الصحية اعتمادًا متزايدًا على الطب عن بعد لإدارة الحالات الصحية المزمنة والحادة. 

## الأسباب

أعداد مستخدمي الإنترنت بين عامي 1997 - 2007 لكل 100 شخص من السكان في البلاد المتقدمة (أزرق) والبلاد الناشئة (أحمر)، وكذلك المتوسط العالمي (أخضر) طبقا لإحصائيات الاتحاد الدولي للاتصالات.

من الأسباب الاجتماعية والثقافية للفجوة الرقمية:
- تدني التعليم وعدم توافر فرص التعلم: تدني مستوى التعليم وعدم توافر فرص التعلم من أهم الأسباب التي تنتج عنها الفجوة الرقمية.
- الأمية: تعتبر الأمية من الأسباب الرئيسية المؤدية للفجوة الرقمية، فكلما ارتفعت نسبة الأمية أدى ذلك إلى اتساع الفجوة الرقمية، ومن المعلوم أن نسبة الأمية بين البالغين في العالم العربي تقدر ب 45 % وهي أعلى من المتوسط العالمي وحتى من متوسط البلدان النامية.
- الدخل : يعتبر الدخل من الأسباب المؤدية للفجوة الرقمية، فالأفراد في الدول النامية دخلهم محدود بعكس الأفراد في الدول المتقدمة. وبالتالي تنشأ الفجوة الرقمية بسبب الفرق بين الدخل في الدول النامية والمتقدمة.[19]
- الفجوة اللغوية : تلعب اللغة دورًا رئيسيًا في اقتصاد المعرفة، لذلك يعد التخلف اللغوي من الأسباب الرئيسية للفجوة الرقمية. ولذلك تسعى جميع الدول حاليًا إلى الاهتمام بلغتها القومية خاصة فيما يتعلق بعلاقتها بتكنولوجيا المعلومات والاتصالات عمومًا والإنترنت بصفة خاصة.
- الجمود المجتمعي: تتسم مجتمعات الدول النامية بضعف قابليتها للتغيير لأسباب عديدة، ترجع إلى منظومة القيم والتقاليد السائدة. وبالتالي فهي تجد صعوبة في تقبل أي تغييرات جديدة نظرًا لتمسكها بهذه القيم والتقاليد.
- الجمود التنظيمي والتشريعي: من أهم أسباب الفجوة الرقمية عدم توافر البيئة التمكينية، التي تتيح مشاركة متوازنة في إحداث التنمية من قبل القطاع العام والخاص، وهذا ناتج عن الجمود التنظيمي والتشريعي.
- غياب الثقافة العلمية التكنولوجية: من الأسباب المؤدية للفجوة الرقمية غياب الثقافة العلمية التكنولوجية. وحتى يتم التغلب على هذه الفجوة لابد من أن تكون هذه الثقافة موجودة لدى جميع شعوب الدول النامية.

## وصلات خارجية
- مقلة في البي بي سي عن الفجوة الإلكترونية